# Ébersviller
Ébersviller é uma comuna francesa na região administrativa de Grande Leste, no departamento de Moselle. Estende-se por uma área de 14,07 km². Em 2010 a comuna tinha 962 habitantes (densidade: 68,4 hab./km²).